# The Munsters (2022)
The Munsters is een Amerikaanse komische horrorfilm uit 2022 onder regie van Rob Zombie, die ook het scenario schreef. De hoofdrollen worden vertolkt door Sheri Moon Zombie, Jeff Daniel Phillips, Daniel Roebuck, Richard Brake, Jorge Garcia, Sylvester McCoy, Catherine Schell en Cassandra Peterson. De film is gebaseerd op de gelijknamige Amerikaanse sitcom uit de jaren zestig, het verhaal speelt zich af voor de gebeurtenissen in de televisieserie.

## Verhaal
Dr. Henry Augustus Wolfgang (Richard Brake) en zijn halfgare assistent Floop (Jorge Garcia) zitten midden in de voorbereidingen van het grootste experiment van de dokter tot nu toe: de perfecte man creëren uit de dode restanten van genieën uit de vorige eeuw. Ze kunnen rekenen op een onverwachte meevaller: Shelly Von Rathbone (Laurent Winkler), een van de grootste filosofen van zijn tijd, is net overleden. Helaas is zijn tweelingbroer Shecky (Jeff Daniel Phillips), een slechte stand-upcomedian, ook overleden en ligt hij in dezelfde rouwkamer. Floop steelt het brein van de verkeerde broer en wanneer Henry zijn creatie live op tv voorstelt, ontdekt hij dat hij geen genie heeft gecreëerd dat Brahms kan spelen en perfect Frans kan spreken, maar wel een grote domme idioot die graag om zijn eigen grappen lacht.
Hoewel Henry zich schaamt voor de vertoning, kijkt er iemand anders gefascineerd toe. De ongetrouwde en ondode Lily (Sheri Moon Zombie) die in dezelfde buurt in Transsylvanië woont als de dokter, heeft een reeks vreselijke afspraakjes achter de rug in een poging de ware te vinden. Wanneer ze het wezen ziet, dat door Floop "Herman Munster" genoemd wordt, is ze op slag verliefd. Lily en Herman beginnen een overhaaste verkering, zeer tegen de zin van haar vader, de graaf (Daniel Roebuck), die probeert hen uit elkaar te drijven. Hij ziet Herman als een ongemanierde aap die zijn prachtige dochter onwaardig is. Wanneer Herman per ongeluk het familielandgoed verkoopt aan een van de wraakzuchtige ex-vriendinnen van de graaf, Zoya Krupp (Catherine Schell), moeten ze naar Amerika verhuizen.  Als de graaf niet achter wil blijven, kan hij maar beter snel een liefdevolle schoonvader worden.

## Rolverdeling
| Acteur               | Personage                            | Opmerkingen      |
| -------------------- | ------------------------------------ | ---------------- |
| Sheri Moon Zombie    | Lily / Donna Doomley                 |                  |
| Jeff Daniel Phillips | Herman / Zombo / Shecky Von Rathbone |                  |
| Daniel Roebuck       | de graaf / Ezra Mosher               |                  |
| Richard Brake        | Dr. Wolfgang / Orlock                |                  |
| Jorge Garcia         | Floop                                |                  |
| Sylvester McCoy      | Igor                                 |                  |
| Catherine Schell     | Zoya Krupp                           |                  |
| Cassandra Peterson   | Barbara Carr                         |                  |
| Tomas Boykin         | Lester                               |                  |
| Levente Törköly      | Bela Krupp                           |                  |
| Jeremy Wheeler       | Mr. Gateman                          |                  |
| Roderick Hill        | Mr. Goodbury                         |                  |
| Mark Griffith        | Mr. Graves                           |                  |
| Viktor Egri          | Tin Can Man                          |                  |
| Butch Patrick        | Tin Can Man (stem)                   |                  |
| Norbert Veszelszky   | Burt                                 |                  |
| Attila Török         | Jerry                                |                  |
| Laurent Winkler      | Shelly Von Rathbone                  |                  |
| Márton Vincze        | Marcel Escargot                      |                  |
| Dave Thompson        | Pennywhacker                         | als Dave Thomson |
| Fred Coury           | Pennywhacker / Raven (stem)          |                  |
| Renáta Grátz-Kiss    | Uncle Gilbert                        | als Renáta Kiss  |

## Release en ontvangst
Op 18 juli 2022 werd aangekondigd dat The Munsters in de herfst van dat jaar in première zou gaan op het streamingplatform Netflix, rond dezelfde tijd als de Netflix-serie Wednesday, een spin-off van The Addams Family. Op 27 september 2022 kwam de film uit op blu-ray, dvd en streaming media.
De film kreeg een score van 55% op Rotten Tomatoes, op 55 beoordelingen. Metacritic, die een gewogen gemiddelde hanteert, gaf de film een score van 57 op 100 gebaseerd op 10 recensies, wat duidt op "gemengde of gemiddelde beoordelingen."
De meningen van de critici over de film waren gemengd. Leigh Monson van The A.V. Club gaf de film een B− en schreef: "Als film is het niets meer dan wat losse eindjes, een lauwe stoofpot van concepten die niet genoeg door elkaar zijn gehusseld om een consistent geheel te vormen. Maar als een nep-televisiepilot smelten de acteurs, de sketches, de visuele grappen en de woordspelingen op een innemende manier samen." Matt Donato van IGN noemde het "een gezonde, met liefde gemaakte prent die waarschijnlijk is weggelegd voor de meest verstokte sitcomfans."
Steve Schneider van Orlando Weekly gaf de film een 1 uit 5-beoordeling en schreef: "Zombie heeft geen enkel vermogen om een verhaal te structureren: hoewel zijn film met 110 minuten bijna eindeloos aanvoelt, lijken hele plotlijnen te ontbreken, of op zijn minst over het hoofd te worden gezien. En hij weet niet hoe hij een grap moet vertellen." William Bibbiani van TheWrap gaf ook een negatieve recensie: "Het is het soort film dat je zou verwachten te zien op een televisie in de achtergrond van elke andere Rob Zombie-film ... De aantrekkingskracht is begrijpelijk, maar het levert geen goede film op." Screen Rant gaf de film een 2-sterrenbeoordeling en stelde: "Rob Zombie's wanbeheer van nostalgie en moderne verwachtingen laat ons achter met een halfbakken poging die boordevol groot potentieel zat." Scout Tafoya van RogerEbert.com daarentegen gaf de film 3,5 sterren op 4 en schreef: "The Munsters is als een ontbrekend stuk uit Zombies regiewerk, een volkomen onschuldige, soms supergrappige film die vooral gaat over een geïdealiseerde wereld bestaande uit culturele iconen van de jaren zestig."